# Mazuca amoena
Mazuca amoena är en fjärilsart som beskrevs av Jordan 1933. Mazuca amoena ingår i släktet Mazuca och familjen nattflyn. Inga underarter finns listade i Catalogue of Life.